# Grzegorz Stosz
Grzegorz Stosz (ur. 13 stycznia 1977 w Kętach) – polski aktor teatralny i filmowy.

## Życiorys
W 2001 roku ukończył studia na Wydziale Aktorskim PWSFTviT w Łodzi. Dwa lata wcześniej, 11 września 1999 roku miał miejsce jego debiut teatralny. Po ukończeniu szkoły założył trzyosobową grupę teatralną Chóry Gertrudy Stein, wraz z którą wyreżyserował i wyprodukował dwie sztuki autorstwa Philipa - Dimitri Galasa: „Technikę punktu świetlnego” oraz „Monę Rogers we własnej osobie”. Pierwsza z nich okazała się sukcesem i została uhonorowana wieloma nagrodami na festiwalach teatralnych. W roku 2011 zagrał główną rolę w filmie fabularnym w reżyserii Sebastiana Buttnego pt. „Heavy Mental”, którego był także współproducentem, jako członek założonego na potrzeby filmu Kolektywu Filmowego. W październiku 2013 roku rozpoczął zdjęcia do swojego pierwszego filmu krótkometrażowego. Występował w następujących teatrach:
- Teatr im. Stefana Jaracza w Łodzi (1999)
- Teatr Scena Prezentacje w Warszawie (2001)
- Teatr Polski w Bydgoszczy (2002-04)
- Teatr Powszechny im. Jana Kochanowskiego w Radomiu (2003-06)
- Lubuski Teatr im. L. Kruczkowskiego w Zielonej Górze (2005)

## Filmografia
- 1997−2011: Klan − Robert Tetrycki, współwłaściciel salonu fryzjersko - kosmetycznego Matyldy Szczęśniak
- 2002−2010: Samo życie − Jean Marie, pracownik ochrony w Paryżu
- 2003−2005: Sprawa na dziś − Marek, znajomy Andrzejewskiej
- 2003−2011: Na Wspólnej − kolega Piotra
- 2003: Dotknij mnie − policjant Grzegorz
- 2004: Teraz ja − policjant
- 2004−2011: Pierwsza miłość − gangster Michał Tomaszewski
- 2004: M jak miłość − żołnierz Artur (odc. 238, 242)
- 2005: Na dobre i na złe − Muniek, złodziej samochodu (odc. 225)
- 2005: Fala zbrodni − Rimantas Gasimas (odc. 34)
- 2005: Biuro kryminalne − Paweł Zerkowicz (odc. 11)
- 2006−2009: Plebania − Kacper Włodarski
- 2006: Kryminalni − Benek (odc. 52)
- 2006: Królowie śródmieścia − gazeciarz (odc. 1 i 3)
- 2006−2007: Kopciuszek − Szymon, chłopak Blanki
- 2006: Apetyt na miłość − policjant (odc. 6)
- 2007: Aleja gówniarzy − policjant
- 2008: Wydział zabójstw − aspirant Marek Długosz (odc. 38)
- 2008: Faceci do wzięcia (odc. 87)
- 2008: Skorumpowani − Raskolnikow
- 2008: Skorumpowani (serial) − Raskolnikow
- 2008: Doręczyciel − barman (odc. 9)
- 2009: Teraz albo nigdy! − budowlaniec
- 2009: Rewers − kierowca dostojników
- 2009: Nie opuszczaj mnie − ojciec Kubusia
- 2009: Naznaczony − lekarz (odc. 12)
- 2009: Haus und kind − Andrzej Łabędzki
- 2010: Szpilki na Giewoncie − Adam (odc. 9 i 13)
- 2010: Nowa − mundurowy (odc. 8)
- 2010: Klub szalonych dziewic − adwokat (odc. 3)
- 2010: Apetyt na życie − klient wypożyczalni
- 2012: Prawo Agaty − policjant (odc. 1 i 4)
- 2013: Heavy Mental − Mariusz
- 2019: Echo serca - ksiądz Grzegorz (odc. 5)

## Nagrody i odznaczenia
- Wyróżnienie za role: Czepca w przedstawieniu „Wesele - sceny wybrane” na XIX Festiwalu Szkół Teatralnych w Łodzi (2001 r.)
- Nagroda dla spektaklu „Technika punktu świetlnego” na festiwalu Kontrapunkt (2003 r.)
- Grand Prix na Festiwalu Teatralnym w Łodzi za spektakl „Technika punktu świetlnego” (2003 r.)
- Grand Prix na festiwalu Bramat za spektakl „Technika punktu świetlnego” (2004 r.)